# Церква Введення в храм Пресвятої Богородиці (Переволочна)
Церква Введення в храм Пресвятої Богородиці в с. Переволочна — культова споруда, греко-католицька церква в селі Переволочна Буського району Львівської області. Зведена у XVIII столітті, мала статус пам'ятки архітектури національного значення (охоронний № 411), згоріла у 2011 році. На її місці у 2010-х роках побудували нову, муровану церкву.

## Історія
Дерев'яна церква була зведена в 1754 році (за деякими даними — перенесена із села Ярославець), поруч, у другій половині XVIII століття збудували дерев'яну дзвіницю. У 1895 році церкву розширили, добудувавши кілька додаткових приміщень, також розписали інтер'єри. У 1899 році церкву відремонтували, у 1913 році вкрили бляхою.
У першій половині XX століття, за ініціативи тогочасного настоятеля церкви о. Івана Березниського в селі створили осередки товариств «Просвіта» і «Сокіл». У 1930-х роках парафію в Переволочній відвідав митрополит Андрей Шептицький.
За радянських часів церкву в 1960 році закрили, пізніше в ній розміщувався краєзнавчий музей. Богослужіння відновили 1988 року.
У 2004 році місцева громада святкувала 250-річчя церкви Введення. У 2007 році біля церкви звели плебанію.
Церква згоріла вщент в ніч із 24 на 25 квітня 2011 року. Одна з версій причин пожежі на думку як місцевих мешканців, так і представників влади — умисний підпал.
У 2012 році почали будівництво нової, мурованої церкви. Наріжний камінь 24 червня освятив правлячий архієрей Михайло Колтун.

### Настоятелі церкви
- з 1894 — Іван Березниський (?—1956)[4]
- з 1988 — Зеновій Яремко (парох у с. Ражнів)[4]
- з 1992 — Іван Смерека (парох у с. Стовпин)[4]
- 1993—1998 — Ігор Суходольський (парох у с. Тур'я)[4]
- 1998—2008 — Володимир Гавриляк[4]
- з 2008 — Степан Собків[4]

## Опис знищеної церкви
Дерев'яна (стіни зі сосни, підвалини з дубу), тризрубна, триверха, обшита ґонтом церква Введення у селі Переволочне належала до галицької школи народної архітектури та відрізнялася гармонійним членуванням і стрункими пропорціями. Центральна нава і бабинець були квадратні у плані, до бабинця у 1895 році прибудували прямокутний тамбур. Східна, вівтарна частина у плані гранчаста, п'ятистінна, із прибудованою пізніше прямокутною захристією. Три основні зруби увінчані бароковими шоломовими банями на восьмериках. Будівлю церкви оперізувала частково зруйнована пізнішими прибудовами аркада-галерея.
Внутрішній простір розкривався вгору, стіни були розписані геометричним орнаментом. Хори розміщувалися у бабинці.
На південний захід від церкви стояла дерев'яна, квадратна у плані, триярусна дзвіниця із шатровим завершенням, зведена приблизно в одні часи із церквою. Перший ярус був зведений у вигляді зрубу, другий і третій — шальовані, мали каркасну конструкцію. Третій ярус був виконаний у вигляді аркади-галереї.

## Галерея

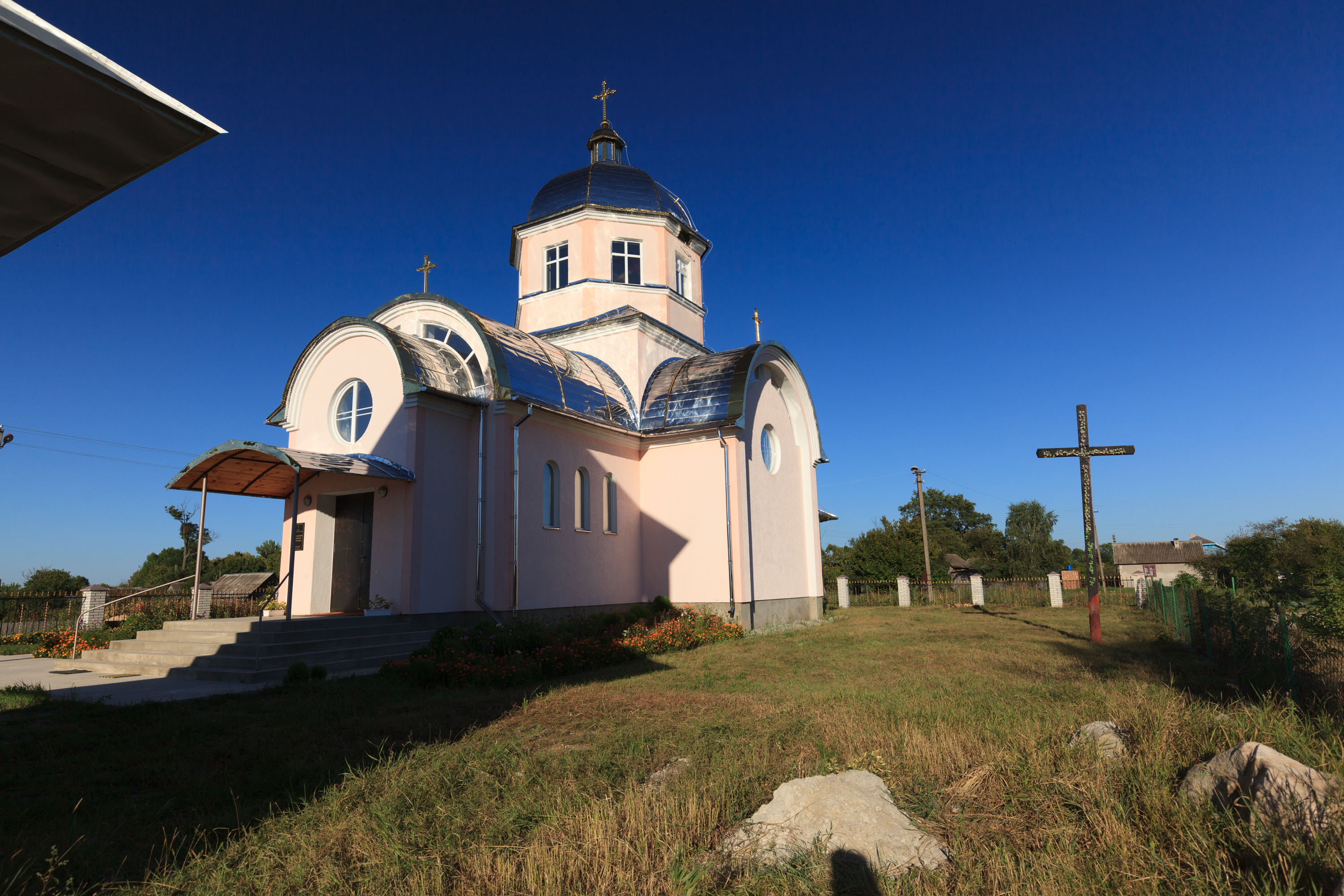
мурована церква
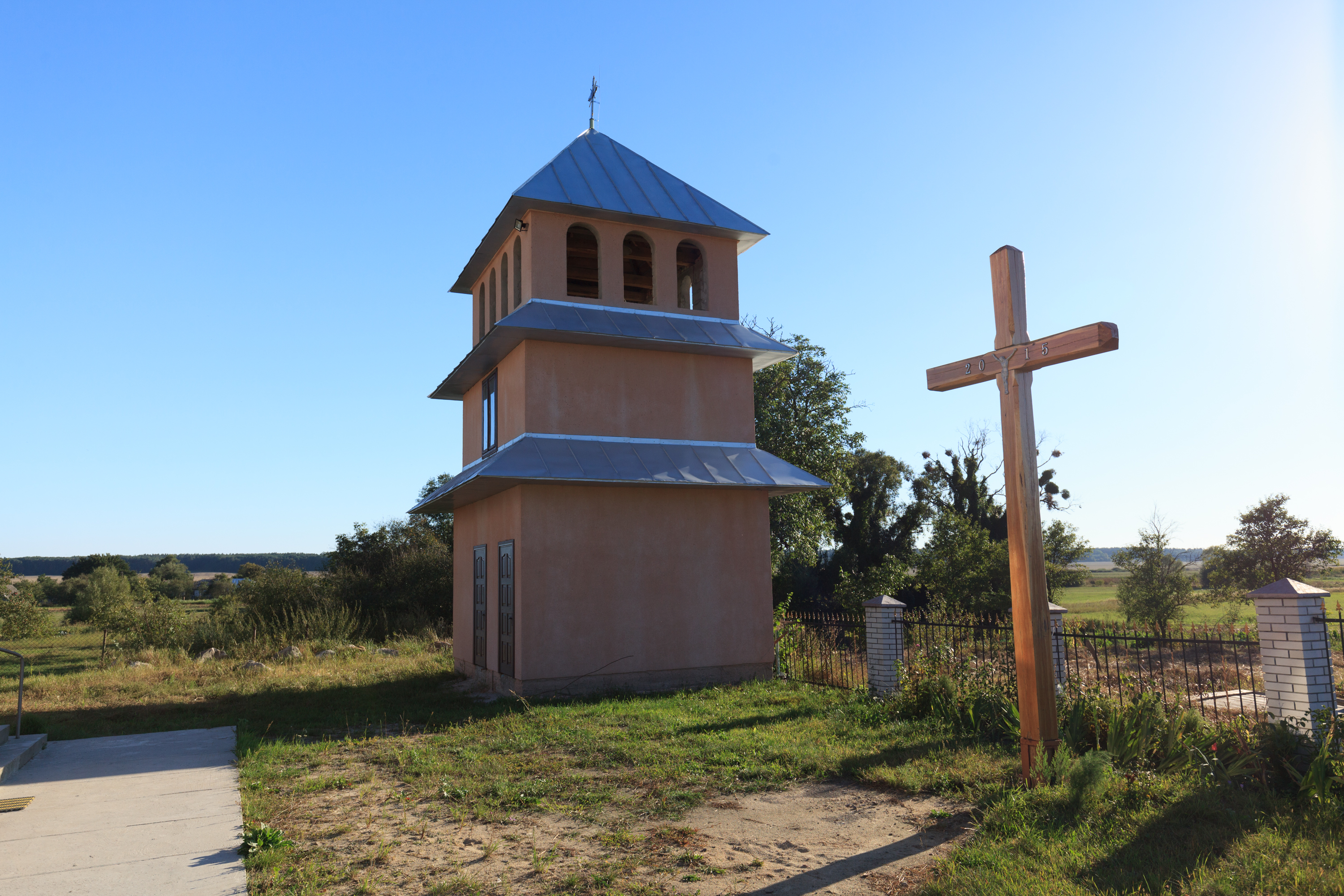
мурована дзвіниця